# Mandatario brevettuale
Il mandatario brevettuale, noto in inglese come "patent attorney", è un professionista specializzato nella protezione della proprietà industriale, in particolare nei brevetti. La figura del mandatario brevettuale è fondamentale per le imprese e gli inventori che desiderano tutelare le proprie invenzioni e innovazioni attraverso il sistema brevettuale.

## Ruolo e responsabilità
Il ruolo del mandatario brevettuale comprende una serie di responsabilità , tra cui:
- Consulenza legale: Fornisce assistenza legale a privati e aziende riguardo alla brevettabilità delle invenzioni, valutando se un'invenzione soddisfa i requisiti di novità, originalità e applicazione industriale.
- Redazione e deposito di domande di brevetto: Si occupa della redazione e del deposito delle domande di brevetto presso le autorità competenti, garantendo che tutta la documentazione necessaria sia completa e conforme alle normative vigenti.
- Gestione di procedure di opposizione e contenziosi: Rappresenta i clienti in procedure di opposizione e contenziosi relativi ai brevetti, difendendo i diritti dei titolari di brevetto contro eventuali contestazioni.
- Ricerca di brevetti: Esegue ricerche sui brevetti esistenti per valutare la libertà di operare e l'originalità di nuove invenzioni.
- Consulenza strategica: Fornisce consulenze su strategie di protezione della proprietà industriale e sulla gestione del portafoglio di brevetti di un cliente.

## Ordini professionali e requisiti di formazione

### Consulente in Brevetti in Italia
In Italia, il mandatario brevettuale è noto come "Consulente in Proprietà Industriale". Per diventare Consulente in Proprietà Industriale, è necessario soddisfare specifici requisiti formativi e professionali:
- Formazione accademica: È richiesta una laurea, normalmente in discipline tecnico-scientifiche come ingegneria, fisica, chimica o biologia.
- Pratica professionale: È previsto un periodo di pratica professionale, generalmente di almeno 18 mesi, durante il quale il candidato deve acquisire esperienza sotto la supervisione di un consulente già abilitato. Durante questo periodo, il candidato può partecipare attivamente alla redazione di domande di brevetto e alla gestione di pratiche legate alla proprietà industriale.
- Esame di Stato: Dopo aver completato il periodo di pratica professionale, il candidato deve superare un esame di Stato composto da una prova scritta e da una prova orale che attesta la competenza nella materia. L'esame copre temi relativi alla proprietà industriale e al diritto dei brevetti.
- Iscrizione all'Ordine: Una volta superato l'esame, il candidato può iscriversi all'Ordine dei Consulenti in Proprietà Industriale, l'ente professionale di riferimento in Italia[1].

### European Patent Attorney
Per diventare European Patent Attorney, il professionista deve rispettare i requisiti stabiliti dalla Convenzione sul Brevetto Europeo (CBE) e dall'Istituto dei Rappresentanti Professionali presso l'Ufficio Europeo dei Brevetti (EPI):
- Formazione tecnica: È necessaria una laurea in discipline tecniche o scientifiche. Le aree di studio più comuni includono ingegneria, fisica, chimica o biologia, che forniscono le basi necessarie per comprendere le invenzioni tecnologiche.
- Esperienza professionale: È richiesta un'esperienza di almeno tre anni in un settore pertinente. Questa esperienza deve includere almeno un anno di lavoro presso un rappresentante autorizzato, che consente di acquisire competenze pratiche nella gestione di pratiche brevettuali.
- Esame di qualificazione: Il candidato deve superare un esame di qualifica specifico, organizzato dall'EPI. L'esame è composto da una serie di prove scritte riguardanti il diritto dei brevetti europei, la redazione di domande di brevetto e la gestione delle procedure di opposizione, senza prove orali.
- Iscrizione all'EPI: Dopo il superamento dell'esame, il professionista può registrarsi presso l'Istituto dei Rappresentanti Professionali (EPI), consentendogli di operare come European Patent Attorney e di rappresentare i clienti dinanzi all'Ufficio Europeo dei Brevetti. Questo riconoscimento consente di assistere i clienti in questioni legate alla proprietà industriale su scala europea[2].